# Panzerwerfer

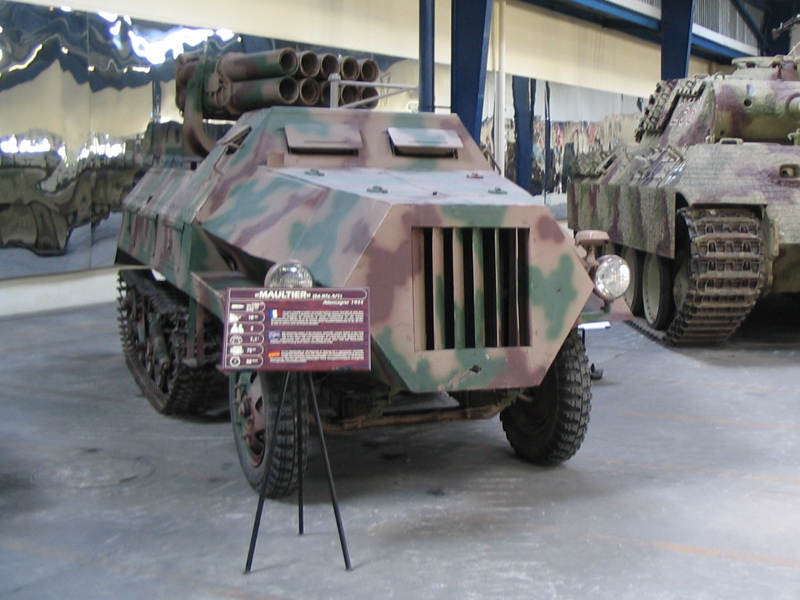
Panzerwerfer au musée des Blindés de Saumur.

Le Panzerwerfer est l'un des deux types de semi-chenillés lance-roquettes multiples utilisés par l'Allemagne pendant la Seconde Guerre mondiale. Les deux véhicules d'artillerie automotrices sont :
- 15 cm Panzerwerfer 42 auf Selbstfahrlafette SdKfz 4/1 (basée sur l'Opel Maultier ou abrégé Panzerwerfer 42 auf Maultier)
- et le 15 cm Panzerwerfer 42 auf Schwere Wehrmachtschlepper ou abrégé Panzerwerfer auf sWS.

## Un blindé d'artillerie
L’utilisation massive des lance-roquettes multiples par la Wehrmacht amena le déploiement des batteries de Nebelwerfer au plus près de la ligne de front. Cette arme peu onéreuse et d’une grande efficacité dans les tirs de saturation du champ de bataille avait cependant un point faible. La traînée de fumée laissée par la combustion de la poudre du propulseur de la roquette lors de son départ était un indice visible pour les tirs de contre-batterie de l’artillerie adverse. On monta donc un lance-roquettes multiple, d'abord de 110 mm puis de 150 mm, sur un SdKfz 4 Opel Maultier modifié par adjonction d'un blindage sur la superstructure. L'engin fut désigné Panzerwerfer 42 (SdKfz 4/1). Aussi, la mobilité devint un atout majeur pour la sauvegarde des « faiseurs de nuée ». Comme ils étaient grands consommateurs de projectiles, il fallut prévoir un second véhicule rapide, tout-terrain et blindé pour effectuer le ravitaillement en munitions dans des conditions de sécurité maximales. Des Opel Maultier blindés dérivés du lanceur furent ainsi transformés en véhicule de ravitaillement. Ce véhicule conservait les caractéristiques principales du véhicule lanceur.

## Caractéristiques techniques
- Longueur : 6 mètres
- Largeur : 2,2 mètres
- Vitesse maxi : 40 km/h
- Autonomie : 130 km

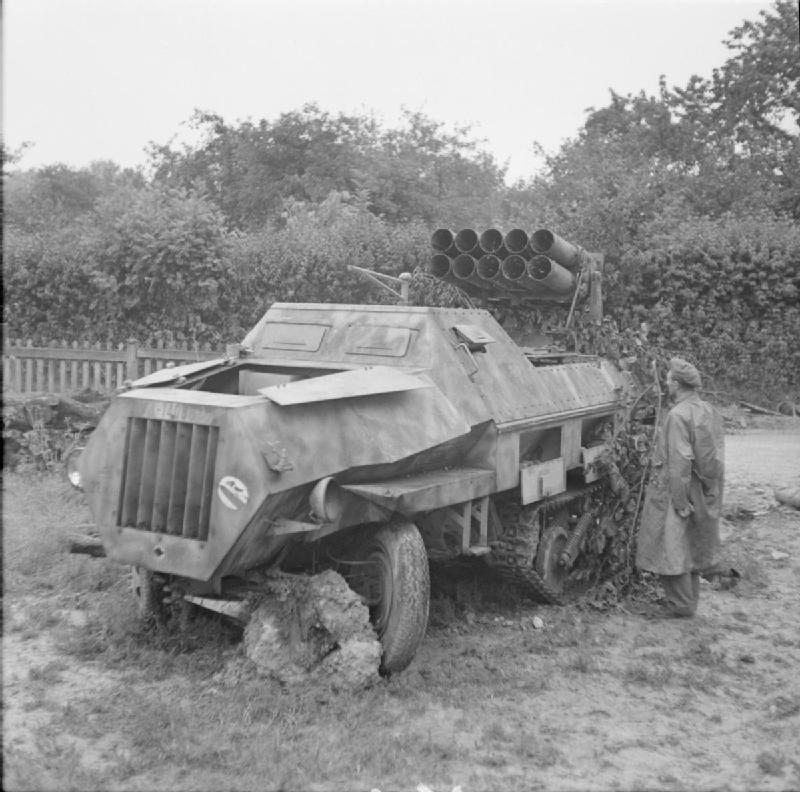
Véhicule capturé par les Britanniques.

- Emport en munitions : non connu, 10 roquettes minimum (Comme on peut le voir sur la photo de droite.)
- Armement : 1 mitrailleuse MG 34 de 7,92 mm
- Équipage : 2 à 3 hommes